# Rockwell (Arkansas)
Rockwell es un lugar designado por el censo ubicado en el condado de Garland en el estado estadounidense de Arkansas. En el Censo de 2010 tenía una población de 3780 habitantes y una densidad poblacional de 347,91 personas por km².

## Geografía
Rockwell se encuentra ubicado en las coordenadas 34°27′52″N 93°8′2″O / 34.46444, -93.13389. Según la Oficina del Censo de los Estados Unidos, Rockwell tiene una superficie total de 10.87 km², de la cual 8.13 km² corresponden a tierra firme y (25.17%) 2.74 km² es agua.

## Demografía
Según el censo de 2010, había 3780 personas residiendo en Rockwell. La densidad de población era de 347,91 hab./km². De los 3780 habitantes, Rockwell estaba compuesto por el 92.22% blancos, el 3.57% eran afroamericanos, el 0.4% eran amerindios, el 0.82% eran asiáticos, el 0.03% eran isleños del Pacífico, el 0.79% eran de otras razas y el 2.17% pertenecían a dos o más razas. Del total de la población el 2.59% eran hispanos o latinos de cualquier raza.